# Axel Ståhle
Axel Reinhold Ståhle (Helsingborg, 1º febbraio 1891 – Malmö, 21 novembre 1987) è stato un cavaliere svedese.

## Palmarès

### Olimpiadi
- Oro a Parigi 1924 nel salto ostacoli a squadre.